# Gorga
Gorga és una població del País Valencià situada a la comarca del Comtat.

## Història
L'actual població és d'origen musulmà, igual que el veí castell de Travadell, Jaume I va conquerir-la atorgant-li privilegis i el títol de vila, dedicant la mesquita sub invocatione Assumptionis Beatae Mariae Virginis, com era costum al S. XIII. L'any 1248 va donar-la a Domenec Pérez perquè la repoblara. Posteriorment va posseir la baronia Roger de Llúria, el 1235 s'erigí en senyoriu independent d'Alcoi després de la sentència del plet formulat sobre l'herència de l'almirall. El senyoriu fou també propietat del marquès de Guadalest i del d'Ariza.
Al segle xviii, Gorga fou el bressol del fabulista Vicent Olcina.

## Economia i demografia
L'economia és agrícola i ramadera. Les terres conreades es dediquen a ametla, olivera i fruiteres, especialment bresquilla i pruna. El bestiar llaner i les granges de pollastre representen el sector ramader. D'indústria no n'hi ha, a poques penes podríem parlar de tèxtil, influència de la zona, i unes almàsseres que encara s'hi conserven. El gentilici dels seus habitants és gorguers. El cens de 2003 enregistrà 252 habitants.

## Geografia
Situat en la confluència de les valls de Seta i de Travadell, a la vora dreta del riu Seta, entre les serres d'Alfaro i de la Serrella, el seu terme, de 9,1 km², és força accidentat, farcit de barrancs i muntanyes i presenta gran atractiu per a les excursions a peu.

### Localitats limítrofes
El terme municipal de Gorga limita amb els de Cocentaina, Balones, Millena, Quatretondeta, Benasau i Benilloba, a la mateixa comarca del Comtat, i Penàguila, a l'Alcoià.

## Alcaldia
Des de 2011 l'alcalde de Gorga és Blas Calbo Ferrándiz del Partit Socialista del País Valencià (PSPV).
| Període                       | Alcalde o alcaldessa        | Partit polític | Data de possessió | Observacions |
| ----------------------------- | --------------------------- | -------------- | ----------------- | ------------ |
| 1979–1983                     | Juan Bautista Segura Aracil | UCD            | 19/04/1979        | --           |
| 1983–1987                     | José Company Barrachina     | PSPV-PSOE      | 28/05/1983        | --           |
| 1987–1991                     | José Company Barrachina     | PSPV-PSOE      | 30/06/1987        | --           |
| 1991–1995                     | José Company Barrachina     | PSPV-PSOE      | 15/06/1991        | --           |
| 1995–1999                     | José Company Barrachina     | PSPV-PSOE      | 17/06/1995        | --           |
| 1999–2003                     | Juan Jesús Zaragozí Masanet | PP             | 03/07/1999        | --           |
| 2003–2007                     | Juan Jesús Zaragozí Masanet | PP             | 14/06/2003        | --           |
| 2007–2011                     | Juan Jesús Zaragozí Masanet | PP             | 16/06/2007        | --           |
| 2011–2015                     | Blas Calbo Ferrándiz        | PSPV-PSOE      | 11/06/2011        | --           |
| 2015–2019                     | Blas Calbo Ferrándiz        | PSPV-PSOE      | 13/06/2015        | --           |
| 2019-2023                     | Blas Calbo Ferrándiz        | PSPV-PSOE      | 15/06/2019        | --           |
| Des de 2023                   | n/d                         | n/d            | 17/06/2023        | --           |
| Fonts: Generalitat Valenciana |                             |                |                   |              |

## Edificis d'interés

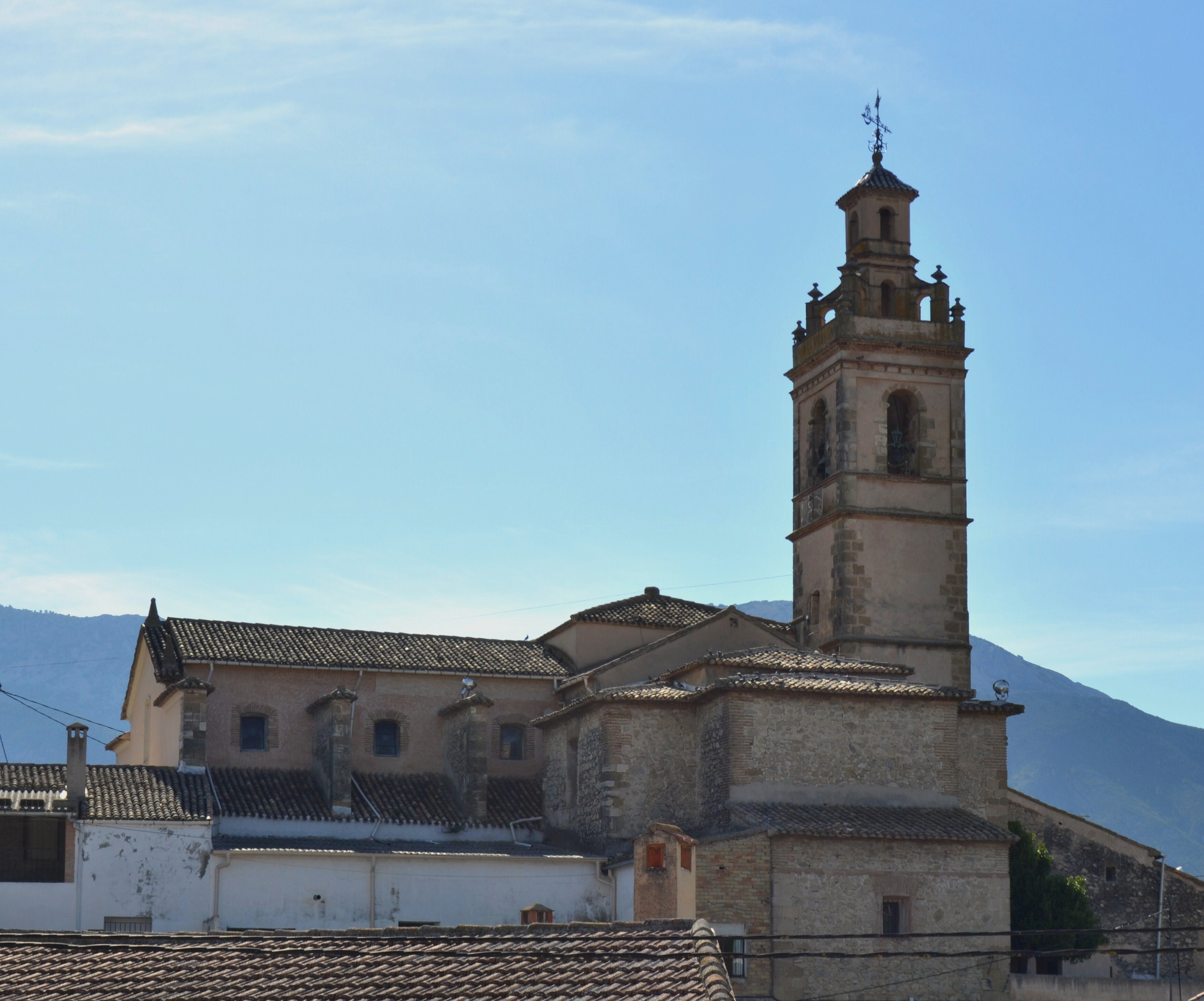
Església de l'Assumpció

Al poble es conserven alguns casalots pairals que donen testimoni de la seua història i rajoletes amb representació de sants catòlics, els anomenats "sants de carrer"; els monuments més característics són:
- L'església de l'Assumpció: construïda en estil barroc, en 1742 conserva una imatge de la Mare de Déu de Gràcia, del segle xvi, el retaule de Sant Gregori i obres atribuïdes a Joan de Joanes, Vicent López i Esteve Bonet.
- Palau del Marquès d'Ariza.

En el capítol de curiositats podríem comentar que Gorga fou coneguda per l'existència d'una raça especial de gossos i galls, lamentablement perdudes, a hores d'ara.

## Festes majors
Les Festes Majors se celebren la primera setmana de setembre, el diumenge és el dia més solemne amb la processó de la imatge de la Mare de Déu de Gràcia i l'acte sacramental que representa la miraculosa troballa de la imatge davall una campana. El "Pa Beneït", en honor de Sant Blai, se celebra el primer diumenge de febrer amb la benedicció de gegantins pans. La "Festa dels Llauradors" té lloc el 26 de desembre.